# 53-as busz (Budapest)
A budapesti 53-as jelzésű autóbusz Újbuda-központ (korábban: Fehérvári út) és a Mindszenty József bíboros tér között közlekedik. A vonalat az ArrivaBus Kft. üzemelteti.

## Járművek
A viszonylatra régebben Ikarus 260 típusú buszok voltak kiadva, majd az Ikarus 415-ösök második szériájának megérkezése után típuscsere történt az előbb említett buszokra, később pedig, az Ikarus 412-esek megjelenésekor lecserélték őket az új alacsonypadlós buszokra. Ez az állapot egészen a 2008-as paraméterkönyv bevezetéséig tartott. Jelenleg (2023) kizárólag ArrivaBus üzemeltetésű Man Lion's City A21 típusú autóbuszok közlekednek a vonalon.
2016. június 2. és 16. között a vonalon közlekedett egy VDL Citea LLE 120 tesztbusz is.

## Története
1950. július 24-én 53-as jelzéssel indítottak új járatot a Kosztolányi Dezső tér és a Daróczi út között, részben a megszűnő 7A járatot is pótolta. 1956. július 2-án lakossági kérésre a Hó utcáig hosszabbították. (Itt a Farkasréti temető kapuja mellett kis vasbeton utasváró épült, ami azóta is áll.) Július 30-án a másik végállomása is módosult, a Móricz Zsigmond körtérre helyezték át. Augusztus 27-én 53A jelzésű betétjáratot is kapott a Móricz Zsigmond körtér és a Daróczi út között. A betétjárat nem volt hosszú életű, kihasználatlanság miatt már szeptember 10-én megszűnt. 1957. szeptember 30-án az 53-as járatot a Boráros térig hosszabbították a Verpeléti út és a Petőfi híd érintésével. November 20-ától a Lágymányosi út és a Budafoki út felé közlekedett a Boráros téri végállomás felé. 1958. március 17-én végállomása visszakerült a Móricz Zsigmond körtérre, majd 1967. június 26-án a Karinthy Frigyes utcába került át. 1970-től 1973-ig újra járt az 53A busz temetői járatként a Karinthy Frigyes út és az Érdi út (ma Márton Áron tér) között. 1988. augusztus 16-án az újonnan épült körforgalomban átadták a Rácz Aladár utcai (ma Mindszenty József bíboros tér) buszfordulót. (A Táboros-hegy oldalában elhelyezkedő felső végállomás környéke azóta szinte teljesen beépült.) 2007. február 3-án belső végállomását forgalmi okokból a Fehérvári út (ma Újbuda-központ) helyezték át. 2014. március 28. óta Újbuda-központ felé betér a 4-es metró végállomásának őrmezei oldalán kialakított buszterminálhoz.

## Útvonala
| Mindszenty József bíboros tér felé |
| Újbuda-központ M vá. – Október huszonharmadika utca – Bocskai út – Nagyszőlős utca – Ajnácskő utca – aluljáró – Budaörsi út – Sasadi út – Hóvirág út – Mindszenty József bíboros tér vá. |
| Újbuda-központ felé |
| Mindszenty József bíboros tér vá. – Hóvirág út – Sasadi út – aluljáró – Koszorúslány utca – Zelk Zoltán út – Koszorúslány utca – Budaörsi út – aluljáró – Ajnácskő utca – Nagyszőlős utca – Bocskai út – Október huszonharmadika utca – Bercsényi utca, forduló – Október huszonharmadika utca – Újbuda-központ M vá. |

## Megállóhelyei
| 0  | Újbuda-központ M végállomás              | 23 | 4, 17, 41, 47, 48, 56 33, 58, 150, 150B, 153, 154, 212, 212A, 212B 1172, 1173, 1174, 1175, 1176, 1177, 1183, 1184, 1185, 1188, 1189, 1190, 1193, 1194, 1201, 1205, 1212, 1215, 1216, 1229, 1251, 1253, 1254, 1257, 1268 |
| 1  | Újbuda-központ M                         | 21 | 4, 17, 41, 47, 48, 56 33, 58, 150, 150B, 153, 154, 212, 212A, 212B 1172, 1173, 1174, 1175, 1176, 1177, 1183, 1184, 1185, 1188, 1189, 1190, 1193, 1194, 1201, 1205, 1212, 1215, 1216, 1229, 1251, 1253, 1254, 1257, 1268 |
| 3  | Kosztolányi Dezső tér                    | 19 | 19, 49 7, 58, 114, 150, 150B, 153, 154, 212, 212A, 212B, 213, 214, 240 |
| 4  | Vincellér utca                           | 17 | 150, 150B, 154, 212, 212A, 212B |
| 5  | Hollókő utca                             | 15 | 150, 150B, 154 |
| 7  | Ajnácskő utca                            | 14 | 150, 150B, 154 |
| 8  | Dayka Gábor utca                         | 13 | 108E, 139, 140, 140A, 150, 150B, 154 |
| ∫  | Kelenföld vasútállomás M                 | 10 | 1, 19, 49 8E, 40, 40B, 40E, 58, 87, 87A, 88, 88A, 101B, 101E, 108E, 141, 150, 150B, 153, 154, 172, 173, 187, 188, 188E, 250, 250B, 251, 251A, 251E, 272 689, 691, 710, 712, 715, 720, 722, 724, 725, 727, 731, 732, 734, 735, 736, 760, 762, 763, 764, 767, 770, 774, 775, 778, 779, 798, 799 S10 G10 S12 S30 G30 Z30 S34 S35 S36 S40 G40 Z40 S42 Z42 G43 G44 IC, EC, EN, sebesvonat, gyorsvonat, expresszvonat, |
| 9  | Sasadi út                                | 8  | 8E, 40, 40B, 40E, 87, 87A, 88, 88A, 108E, 139, 140, 140A, 150, 150B, 153, 154, 172, 173, 187, 188, 188E, 240, 272 731, 764 1172, 1173, 1174, 1175, 1176, 1177, 1183, 1184, 1185, 1188, 1189, 1190, 1193, 1194, 1201, 1205, 1212, 1215, 1216, 1229, 1251, 1253, 1254, 1257, 1268 |
| 11 | Sümegvár utca                            | 7  | |
| 12 | Előpatak utca                            | 7  | |
| 13 | Bereck utca                              | 6  | |
| 14 | Nagyszalonta köz                         | 5  | |
| 14 | Tömös utca                               | 4  | |
| 15 | Zajzon utca                              | 4  | |
| 17 | Márton Áron tér                          | 3  | 59, 59A, 59B 8E |
| 18 | Orvosi rendelő                           | 2  | |
| 19 | Hajnalka utca                            | 1  | |
| 19 | Hó utca                                  | 0  | |
| 20 | Mindszenty József bíboros tér végállomás | 0  | |